# Biroul Oval

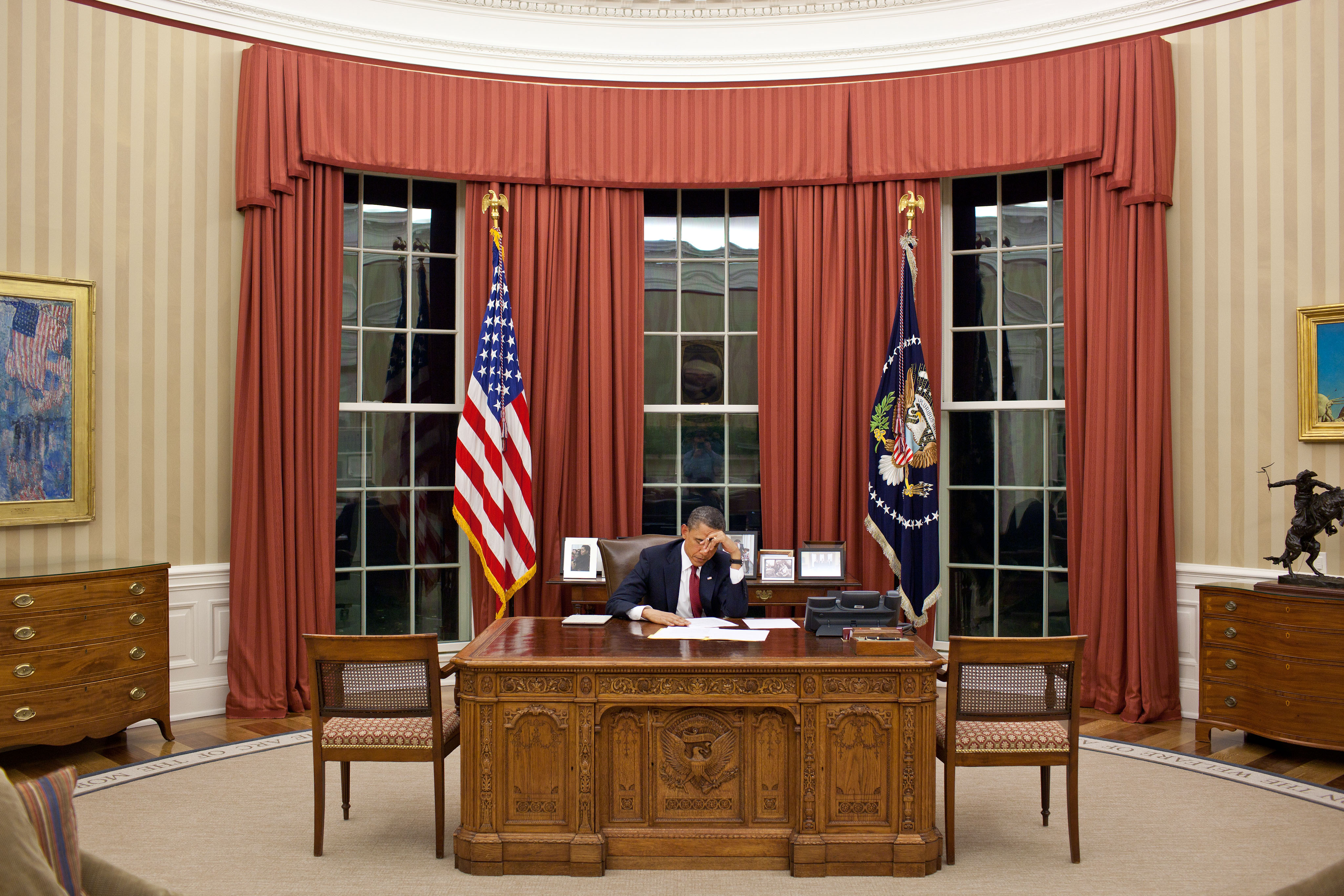
Preşedintele Barack Obama înainte de a anunța omorârea lui Osama bin Laden în Biroul Oval, 1 mai 2011.

Biroul Oval (în engleză: Oval Office) este biroul oficial al Președintelui Statelor Unite. Creat în 1909 ca parte a unui ansamblu de expansiune din corpul de vest al Casei Albe în timpul administrației lui William Howard Taft, biroul a fost inspirat după camera albastră. Camera are trei mari caracteristici, fereastra de la sud care se află în spatele birolului președintelui, forma evident ovală și un cămin în nordul camerei. 
Biroul Oval are patru usi: în est, ușa ce duce la Grădina de Trandafiri; la vest, ușa duce la o sală mică de studiu și sufragerie; ușa de nord-vest se deschide spre coridorul principal din corpul de vest și ușa de nord-est care se deschide către biroul secretarelor președintelui.

## Istoria culturală
Biroul Oval a devenit asociat în mintea americanilor cu Președinția în sine, prin imagini de neuitat. Utilizarea Biroului Oval pentru emisiunile de televiziune a avut un sentiment de gravitație, ca atunci când Richard Nixon a vorbit la telefon cu astronauții de pe Apollo 11 sau tânărul președinte Kennedy prezenta informațiile despre criza rachetelor cubaneze, sau a președintelui Ronald Reagan care a adresat națiunii mesajul cu privire la explozia în spațiu a navetei Challenger sau Președintele George W. Bush care a vorbit națiunii în seara de 11 septembrie 2001.

## Arhitectura și decorațiile

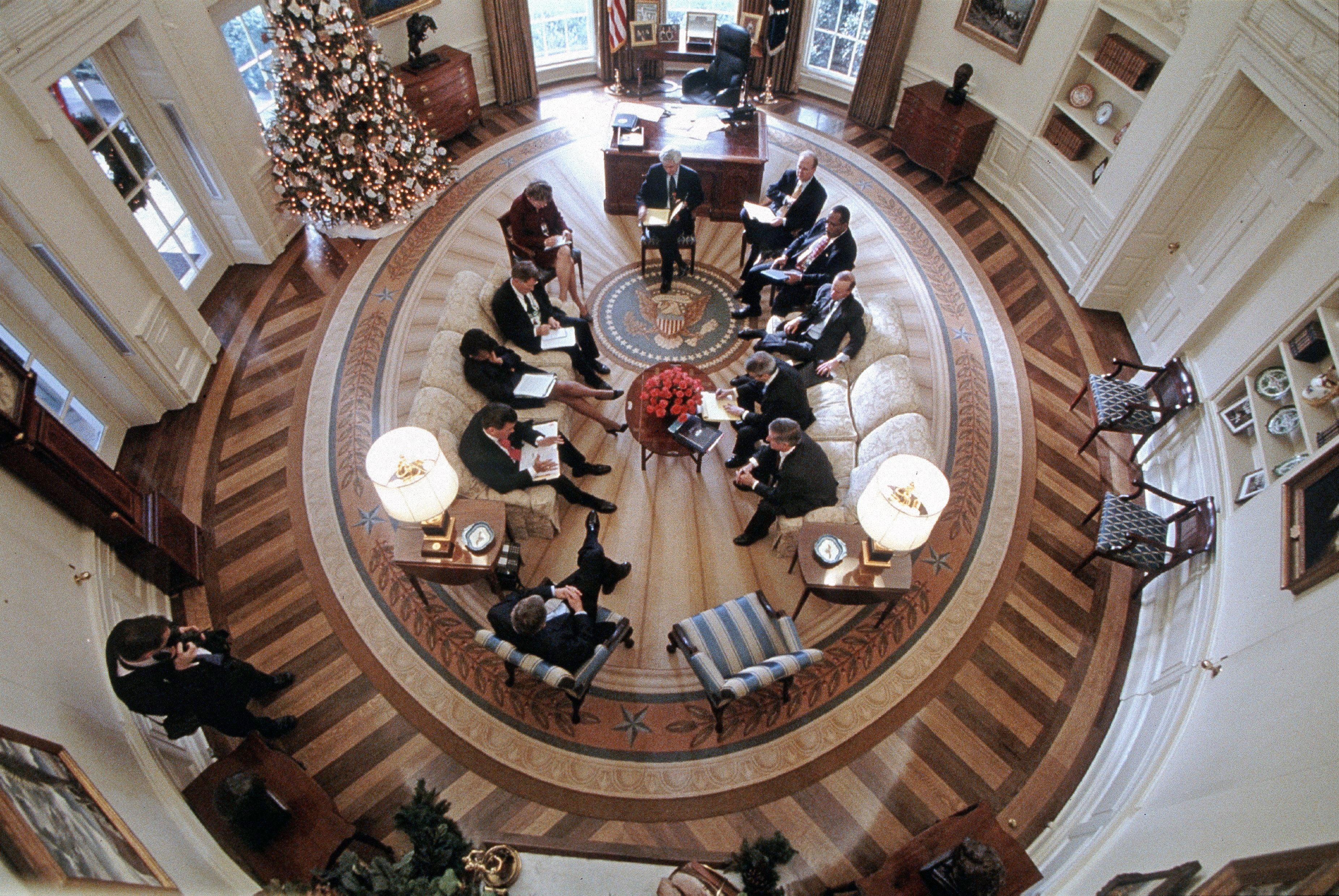
Biroul Oval din 2001, din perioada administraţiei George W. Bush. Președintele Bush a optat pentru o paletă de culori mai întunecate decât predecesorul său, folosind nuanțe de tapue, celadon și marina. Președintele și Doamna Bush au lucrat împreună cu decoratorul de interior Ken Blasingame pentru redecorarea biroului.

Biroul de lucru al Președintelui SUA a fost mutat din reședința principală în aripa de vest al Casei Albe în 1902. La început, președintele a avut un birou dreptunghiular în centrul noii aripi. Primul Birou Oval a fost construită în 1909 în timpul administrației Președintelui Taft. Președintele Taft a avut intenția de a avea un Biroul Oval în mijlocul aripii. Situat în inima aripii de vest, ar fi putut fi implicat mai mult cu funcționarea de zi cu zi a administrației lui.
În ziua de 24 decembrie 1929, un incendiu a distrus aripa de vest, în timpul administrației Herbert Hoover, fiind necesară reconstrucția. În timpul președinția lui Hoover Biroul Oval a fost reconstruit în același loc, în centru, s-a îmbunătățit calitatea tapițeriei și a fost instalată prima centrală de aer condiționat. Nemulțumit de dimensiunea și design-ul aripii de vest, președintele Franklin D. Roosevelt l-a angajat pe arhitectul Eric Gugler, cu care a colaborat îndeaproape, pentru a redecora corpul de vest și biroul oval.  Astfel, biroul a fost amplasat în colțul de sud-est, care oferea mai multă intimitate și acces mai ușor la reședința principală.

### Dimensiuni
| Dimensiuni                                                     | Sistemul american | Sistemul internațional |
| -------------------------------------------------------------- | ----------------- | ---------------------- |
| Axa majoră (nord-sud)                                          | 35' 10"           | 10.9 m                 |
| Axa minoră (est-vest)                                          | 29'               | 8.8 m                  |
| înălțimea                                                      | 18' 6"            | 5.6 m                  |
| Linie de naștere (în momentul în care plafonul începe să urce) | 16' 7"            | 5.0 m                  |

## Biroul de lucru - "Resolute"
Biroul de lucru din Biroul Oval, este spațiul oficial de lucru al președintelui, care este deseori selectat de către președinții Uniunii pentru utilizarea sa când se găsesc în Biroul Oval. Biroul a reprezentat un cadou al Reginei Victoria pentru președintele Rutherford B. Hayes în 1880.
Biroul este din lemnul de pe un vas britanic numit HMS Ferm. Nava a fost abandonată de britanici în Marea Arctică pentru că a fost blocată în gheață timp de doi ani. Câțiva ani mai târziu, nava a fost găsită de către o navă americană și a fost dusă în Marea Britanie ca un simbol al prieteniei dintre cele două țări, pe 17 decembrie 1856. Când nava a fost dezmembrată în 1879, Regina Victoria a ordonat ca din lemnul vasului să se facă trei birouri de lucru. Unul dintre ele este acum în Biroul Oval, cel de-al doilea este la Muzeul New Bedford Whaling din Bedford. Fiecare președinte de la Hayes, cu excepția lui Lyndon B. Johnson, Richard Nixon și Gerald Ford, s-au folosit de acest birou, dacă erau în Casa Albă. În sfârșit, cel de-al treilea birou se găsește în Palatul Windsor și este folosit de M.S. Regina Elisabeta a II-a.

## Galerie de imagini

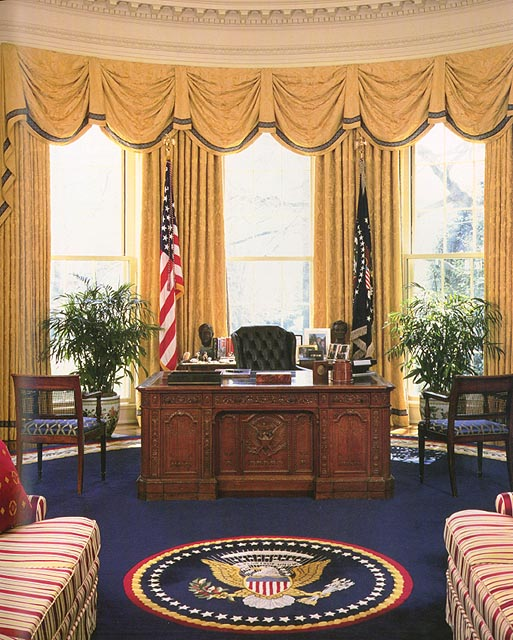
Biroul Oval în 1999, în perioada administraţiei Bill Clinton. Biroul preşedintelui Clinton  a fost decorat de Arkansan Kaki Hockersmith.
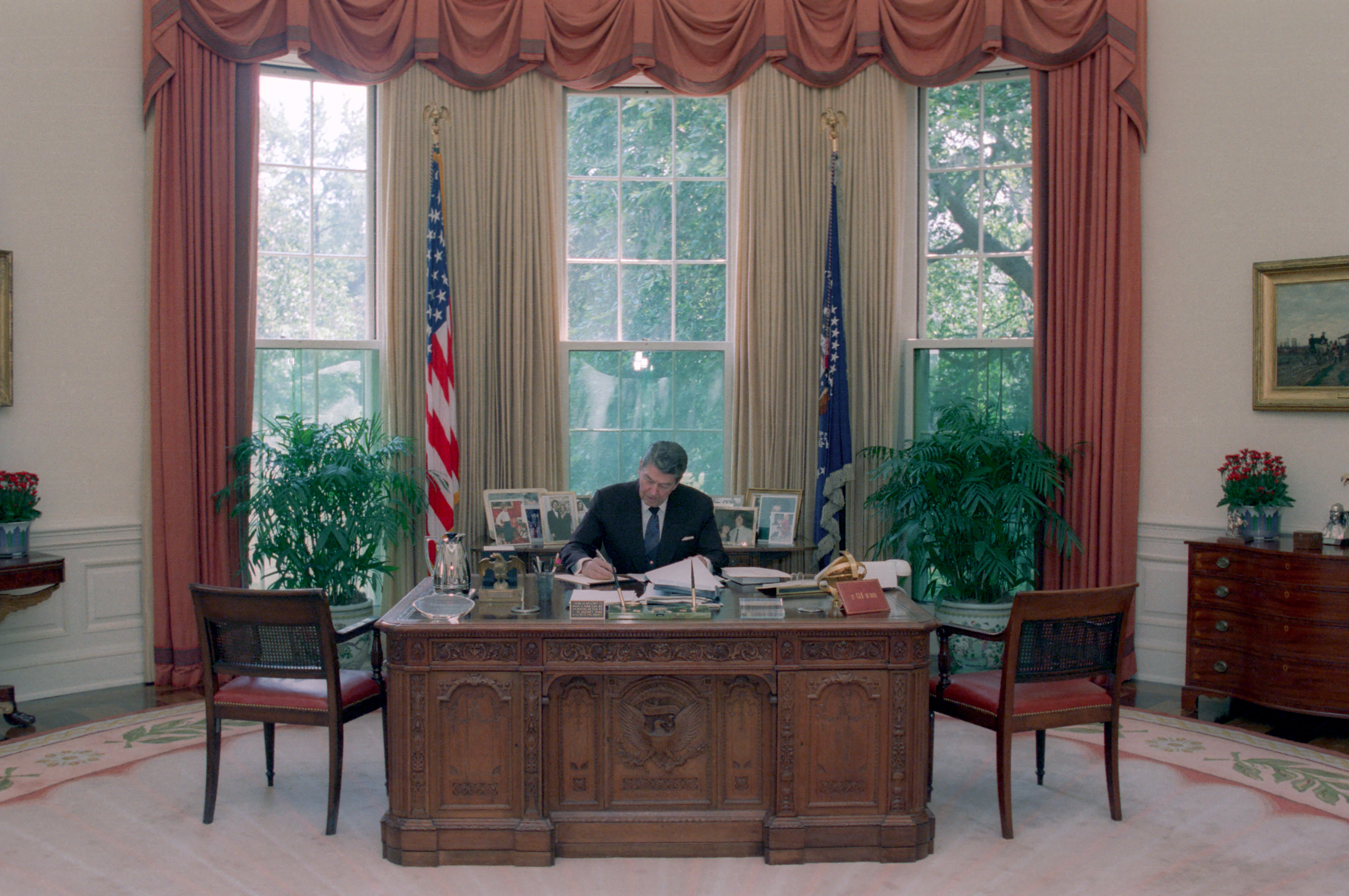
Biroul Oval în 1988, în timpul administraţiei Ronald Reagan. Draperiile sunt din perioada administraţiei Gerald Ford.
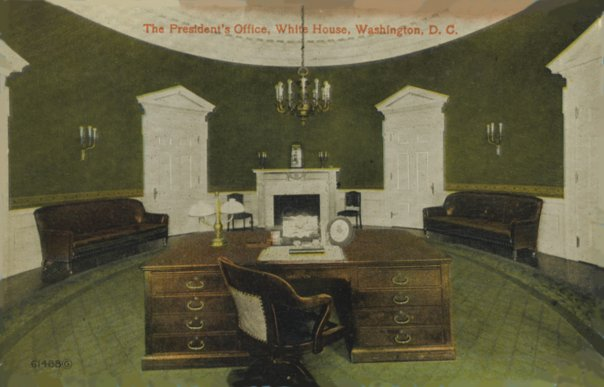
Primul Birou Oval, decorat de Nathan C. Wyeth pentru Preşedintele William Howard Taft în 1909.
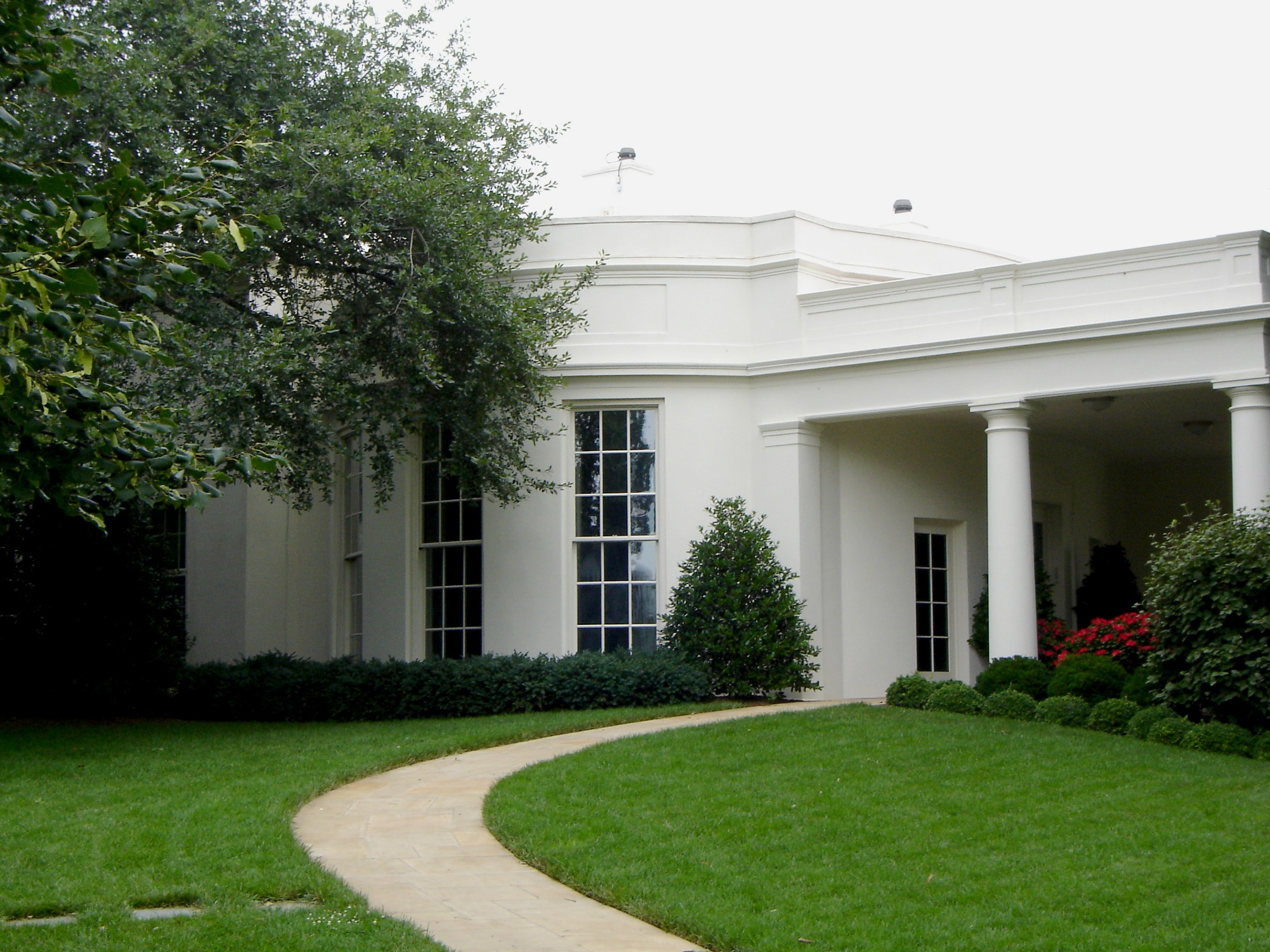
Exteriorul Biroul Oval, văzut din Grădina de Sud.
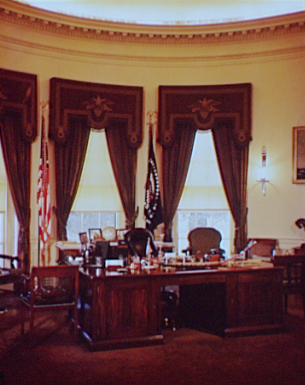
O fotografie timpurie a Biroului Oval din timpul administraţiei Franklin D. Roosevelt.
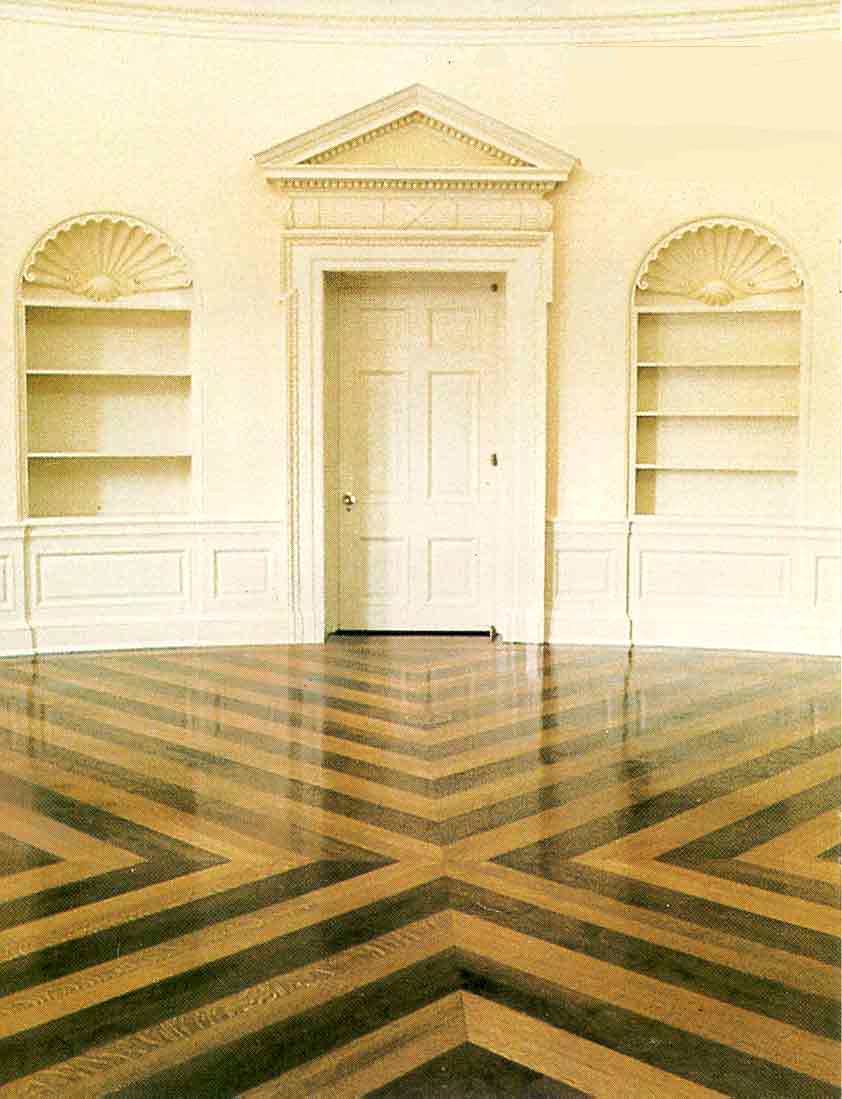
Podeaua Biroului Oval, schimbat în timpul administraţiei George W. Bush.
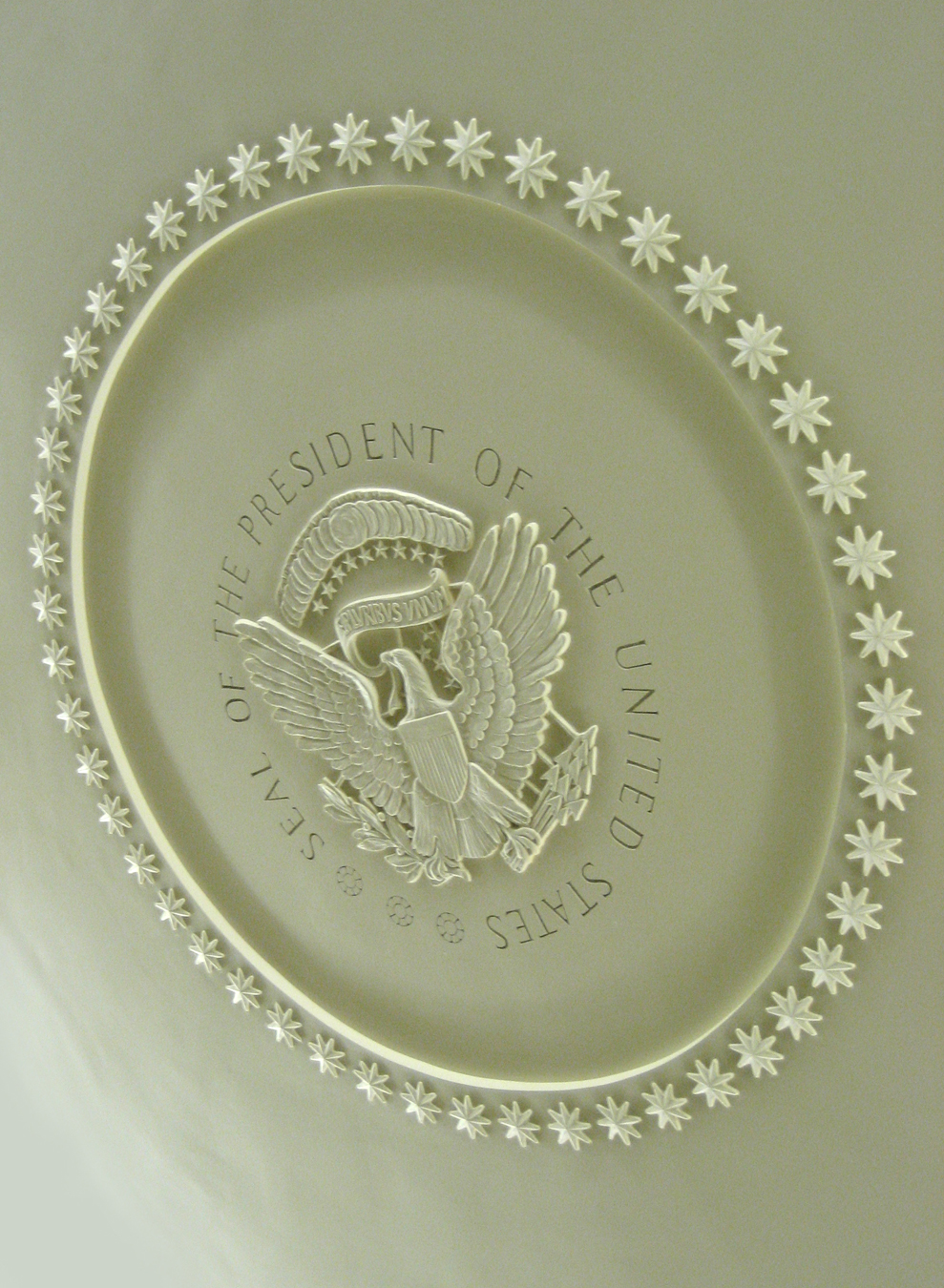
Medalion din ipsos de pe plafon instalat în 1934 include elemente ale Sigiliului de preşedinte al Statelor Unite.